# Timothy Rugg
Timothy Rugg, né le 24 novembre 1985 à Bethesda (Maryland), est un coureur cycliste américain.

## Biographie
Il remporte le prologue et la troisième étape du étape du Tour du Rwanda 2016 exceptionnellement sous le maillot de l'équipe canadienne LowestRates.

## Palmarès et résultats

### Par année
- 2011
  - Morgantown Road Race
  - 3e du championnat des États-Unis sur route amateurs
- 2013
  - Killington Stage Race :
    - Classement général
    - 1re et 2e étapes

  - 2e du Tour of the Catskills
- 2014
  - Richmond Road Race
  - Mountain Massacree
  - James Beazell Wintergreen Ascent
  - Tour de Tysons
- 2015
  - 3e de la San Dimas Stage Race
- 2016
  - Prologue et 3e étape du Tour du Rwanda
  - 2e de la Chico Stage Race
- 2018
  - 4e étape du Tour du Rwanda

### Classements mondiaux
| Année           | 2017 |
| --------------- | ---- |
| UCI Africa Tour | 135e |